# 루이스 알베르토 로메로
루이스 알베르토(Luis Alberto, 1992년 9월 28일, 스페인 모아 ~ )는 스페인의 축구선수이다. 카타르 스타스 리그의 알두하일에서 뛰고 있다.